# Obchodní akademie T. G. Masaryka
Obchodní akademie T. G. Masaryka je jednou z nejstarších středních škol v Královéhradeckém kraji. Sídlí v Kostelci nad Orlicí.
Jedná se o příspěvkovou organizaci Královéhradeckého kraje.

## Historie
19. 9. 1897 byl zahájen první školní rok na tehdejší Vyšší reálce Františka Josefa I. v Kostelci nad Orlicí. Reálky byly 7leté střední školy s důrazem na přírodovědné a matematické obory.
Na počátku 30. let se z reálky stalo osmileté reálné gymnázium T. G. Masaryka.
Od počátku 2SV zde sídlily postupně 4leté gymnasium, 11letá střední škola, střední všeobecně vzdělávací škola, opět 4leté gymnázium, střední ekonomická škola.

## Současnost

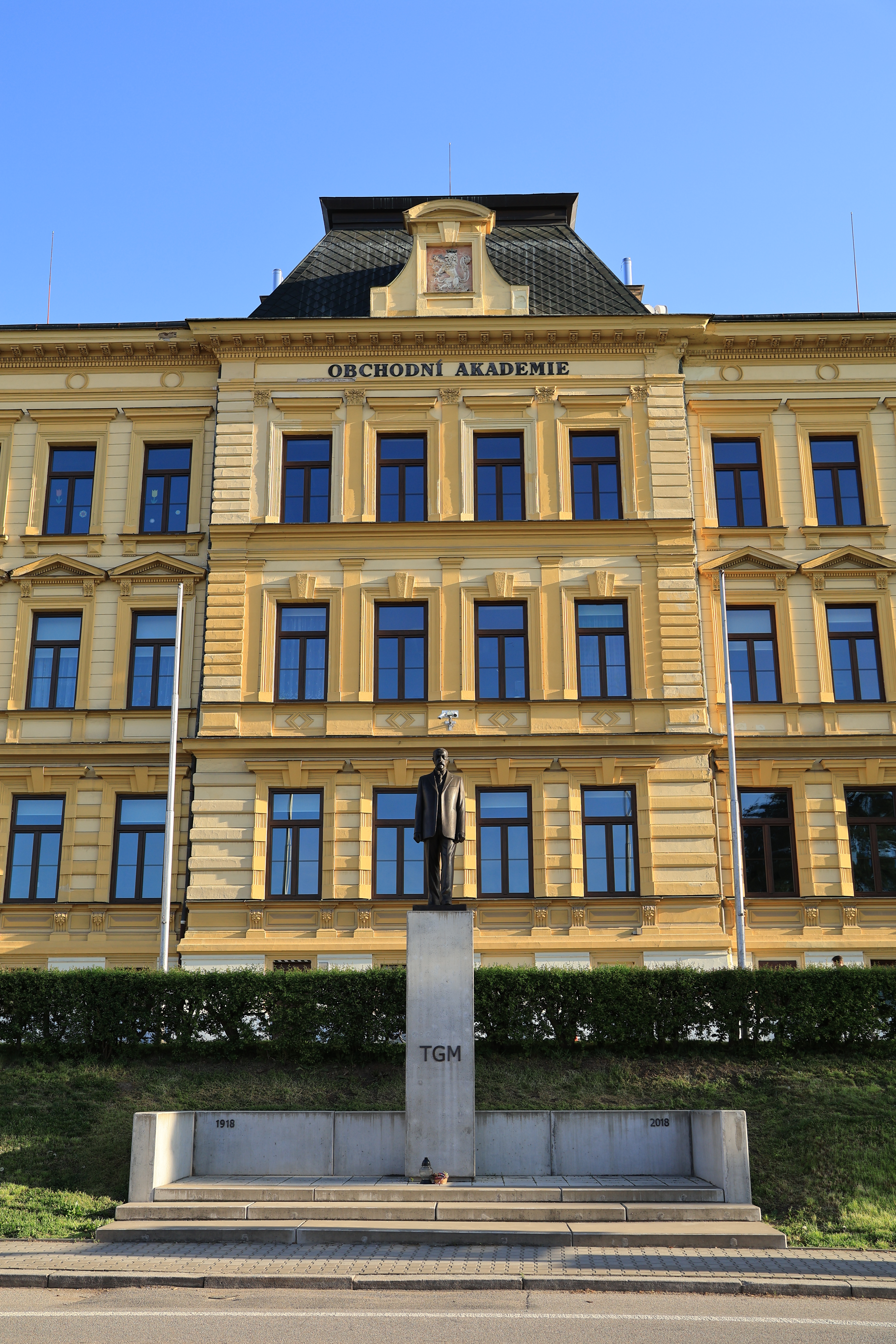
Budova

Po roce 1989 vznikla současná Obchodní akademie T. G. Masaryka Komenského 522, která vyučuje 3 maturitní obory. 

## Obory
Škola poskytuje výuku ve 3 oborech:
- Obchodní akademie – připravuje studenty pro jak pro praxi, tak pro další studia na vyšších a vysokých školách. Je kladen důraz zejména na účetnictví, uživatelskou znalost práce na PC, aktivní znalost dvou cizích jazyků.
- Ekonomické lyceum –  připravuje studenty především pro studium na vysokých a vyšších odborných školách. Součástí vzdělávacího plánu je i základní odborné a výběrové odborné učivo. Aktivní znalost dvou cizích jazyků.
- Informační technologie – Obor vzdělává studenty v oblasti ekonomické problematiky s využitím počítačové techniky. Absolventi se uplatňují jako analytici a programátoři ekonomického softwaru, v oblasti hromadného zpracování dat i ve studiích DTP. Aktivní znalost dvou cizích jazyků.

## Zahraniční spolupráce
- V rámci akreditace Erasmus+ vyjíždí vybraní žáci 3. ročníku na tři týdny do zahraničí na odborné praxe (Irsko, Španělsko, Portugalsko, Malta, Německo...). Ve šk. roce 2024-2025 vyjelo celkem 24 žáků. Zároveň žákům nabízíme dlouhodobé zahraniční praxe, aktuálně ve španělské Barceloně.
- Erasmus 2021 - 2027 – Obchodní akademie TGM Kostelec nad Orlicí

- Účastníme se mezinárodních projektů zaměřených na ochranu životního prostředí se zahraničními školami, např. CCC, Go Green.
- Spolupracujeme se školami v zahraničí (Itálie, Německo) a pořádáme výměny žáků.

## Vybrané předměty
- Cizí jazyk – podporujeme výuku cizích jazyků. První cizí jazyk je angličtina, jako druhý jazyk si potom studenti volí němčinu, ruštinu, španělštinu nebo francouzštinu.
- Fiktivní firma – Fiktivní firma je předmět, simulující činnost ve firmě. Studenti si rozdělí funkce (ředitel/ka, asistent/ka, účetní, marketing, sklad, banka, pokladna..) a procvičují dovednosti od vystavení dokladů až po zaúčtování. Na škole působí 2 fiktivní firmy, které se aktivně účastní mezinárodního Veletrhu fiktivních firem Praze a dalších veletrhů v ČR.
- Výpočetní technika – Na škole je v současnosti 5 učeben určených pro výuku informatiky s možností využití i po vyučování. Technické vybavení pravidelně obnovujeme, žáci mohou využívat také fotoaparáty, drony, 3D tiskárnu, Arduino či virtuální realitu.
- Obchodní korespondence – Využívá program ZAV, vyučuje se jak česká obchodní korespondence, tak i anglická. Základy jsou probrány i ve 2. cizích jazycích. Studenti mohou složit státní zkoušku z obchodní korespondence, obchodní korespondence v angličtině, případně z rychlostního psaní.

## Tradiční akce školy
- Lyžařský výcvik – probíhá v 1. ročníku, dle zájmu žáků v ČR a v Rakousku.
- Cyklisticko-vodácký výcvik – ve 2. ročníku v Pastvinách. Zahrnuje také sporty, jako kanoistika, plavání, nebo sportovní lezení.
- Předvánoční program - tvoří Žákovský školní parlament působící na škole
- Maturitní plesy – včetně předtančení a slavnostního šerpování
- Kostelečtí lvi - ocenění žáků, kteří se zúčastnili různých soutěží a reprezentovali školu, vždy na konci dubna
- Poslední zvonění
- Den otevřených dveří
- Jazykové zkoušky Cambridge English
- Státní zkouška z psaní na klávesnici
- Ježíškova vnoučata
- Ukliďme Česko
- Připravný kurz z matematiky

## Významní studenti
- Adam Bubna Litic
- Prof. Václav Hoffmann – bývalý člen a předseda dozorčí rady někdejší Investiční a poštovní banky
- Josef Knop – generál, příslušník Československé armády v zahraničí
- Dr. Josef Korbel – spolupracovník Jana Masaryka, otec bývalé ministryně zahraničí USA Madeleine Albrightové
- John Marmaduke Oskar Parish von Senftenberg
- Augustin Ságner – akademický malíř a pedagog
- Prof. Otakar Sedloň – akademický malíř
- Dr. Miroslav Sládek – bývalý poslanec a předseda republikánů
- Tomáš Sláma – televizní moderátor
- Stanislav Rázl - český a československý politik KSČ
- Bohuslav Tobiška – podplukovník letectva, nositel mnoha válečných vyznamenání